# Floorball
Le floorball, aussi appelé unihockey en Suisse, est un sport collectif où deux équipes de cinq joueurs et un gardien s'affrontent en trois tiers-temps de vingt minutes. L'objectif est de mettre la balle dans le but adverse à l'aide d'une crosse, également appelée canne en Suisse.
Ce sport peut également se jouer en trois contre trois (en plus d'un gardien) sur un petit terrain équivalent à un tiers du grand terrain. Ce mode de jeu est notamment utilisé chez les plus jeunes.

## Généralités
Le floorball (en suédois innebandy, en finnois salibandy) est un sport d'équipe. C'est un sport voisin du hockey sur glace qui appartient à la famille des sports de crosses comme le hockey sur gazon, roller in line hockey, rink hockey ou la crosse.

### Origines
Les origines exactes du floorball sont mal connues. Il est généralement considéré comme une évolution du hockey sur glace, permettant notamment de continuer à jouer durant la période estivale dans les pays où les patinoires étaient en plein air. Il se pratiquait alors en été, en gymnase ou à l'extérieur.
À ce titre, il est largement pratiqué dans la plupart des pays où la tradition du hockey sur glace est très présente (Suède, Finlande, Tchéquie, Slovaquie, etc.). Il aurait été créé en Amérique du Nord à la fin des années 1950/début des années 1960, mais n'y est pratiqué que de façon marginale et c'est en Europe du Nord, en Suède notamment, qu'il a été popularisé.

### Développement et internationalisation
L’intérêt pour le floorball de nombreux pays d'Europe et du monde a crû durant les années 1980 : le nombre de pratiquants ne cessant d'augmenter, le floorball s'est structuré et imposé comme une discipline sportive à part entière. La Fédération internationale de floorball (IFF) est créée en 1986 par les associations de floorball de Suède, de Finlande et de Suisse. Elle compte en 2019 45 fédérations membres officiels ainsi que 27 fédérations membres associés. Ce sont plus de 360 000 joueurs et joueuses, qui sont officiellement licenciés au niveau mondial en 2018.
Le floorball a été reconnu par le Comité international olympique comme membre à part entière en juillet 2011. Il est également présent aux Jeux mondiaux, souvent considérés comme l'antichambre des Jeux olympiques. Il est aujourd'hui considéré comme le sport national en Suède et il est également un sport majeur en Suisse, en Finlande et en République tchèque.
En février 2024, l'IFF a annoncé la création du championnat du monde de floorball à 3 contre 3. La première édition a lieu les 11 et 12 mai 2024 à Lahti en Finlande, en parallèle du championnat du monde de floorball 5 contre 5 féminin U19.

### Principes et philosophie
Le floorball se caractérise par l'importance donnée au fair-play et à l'état d'esprit.
En effet, les règles, décrites ci-dessous, font la part belle à la maîtrise de soi et à un engagement "physique mais correct". Les contacts entre joueurs sont limités à la seule lutte "épaule contre épaule". Le contact volontaire entre les crosses ainsi que le fait de mettre sa crosse entre les jambes de l'adversaire sont interdits.
À la fin du match, les deux équipes se font face, se saluent, puis le capitaine de chaque équipe fait un petit discours remerciant ses coéquipiers, ses adversaires, les arbitres, la table de marque et le public.
Enfin, en France, le floorball se caractérise par la mixité. Il n'est pas rare de voir des femmes jouer dans des équipes d'hommes, des plus jeunes catégories d'âges aux adultes. Si le poste de gardien est le plus représenté parmi les femmes jouant au plus haut niveau avec des hommes, il arrive d'en voir comme joueuses de champ.

## Floorball en France

### Débuts et structuration
Le floorball apparaît en France à partir de la fin des années 1980.
À Nantes, une première section floorball est créée au sein de la CLAP (Création pour des loisirs et des activités physiques sportives). En 1989, c’est à l’ambassade de Suède à Paris que naît l’IFK Paris.
En 2003, un embryon de fédération est créé par l’IFK Paris, le CLAP Nantes et le CUP Marseille sous le nom d’Association française de floorball. Elle adhère la même année à la fédération internationale de floorball (IFF).
Début 2009, la Fédération française de floorball (FFFL) est officiellement créée sous l’impulsion du bureau de l’association précédente.
Trois présidents se sont succédé depuis à sa tête :
- 2009-2016 : Jérôme Joaille ;
- 2016/2020 : François Bocquet[12] ;
- Depuis 2020 : Corentin de Noyette.

### Compétitions
La saison 2004-2005 est celle du premier championnat de France officiel, rassemblant 4 équipes : l’IFK Paris, Nantes, Marseille et Besançon. En finale, Marseille l’emporte 13 à 6 contre l’IFK avec notamment 4 buts de Manaure Russo Mendoza du côté de Marseille.

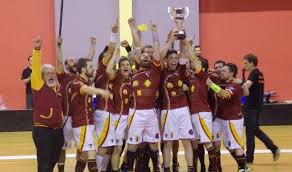
Les Trolls d'Annecy - Champions 2013

Le championnat se développe peu à peu au fur et à mesure que des clubs se créent un peu partout en France, donnant naissance à une 2e division en 2012/2013 puis à un championnat de D3 à partir de la saison 2017/2018.
En 2011-2012, c’est le premier championnat de France féminin qui est organisé avec 3 équipes : les Valkyries, Panam United (Paris) et les Lady storm. Ces premières équipes rassemblent notamment des joueuses évoluant dans des clubs différents d’une même zone géographique : Nord de la France pour les Valkiries, Est pour Lady storm. Les Valkyries l’emportent avec 4 victoires en 4 matchs.
Aujourd'hui, le championnat de N1 se compose de 6 équipes.

### Équipes nationales
Lors de l’année 2004, l’équipe de France masculine joue son premier match officiel lors des championnats du monde du groupe C qui se déroulent à Madrid. L’équipe de France affronte la Belgique le 21 avril 2004 et l’emporte 7 à 4.
L'équipe de France masculine participe ainsi aux championnats du monde Groupe C jusqu'à leur disparition en 2008, puis participe aux qualifications des championnats du monde à partir de 2010. Jusqu'à présent, l'équipe ne s'est jamais qualifiée pour les phases finales, échouant à la dernière marche notamment en 2022 lors du match décisif contre la Pologne.
Parallèlement, elle affronte d'autres équipes internationales à l'occasion de matchs ou de compétitions amicales.
Plusieurs sélectionneurs de différentes nationalités ont dirigé l'équipe lors de ces matchs :
- 2004-2006 : Alain Kulczyki ()[17]
- 2007-2010 : Michel Muller ()[18]
- 2011-2016 : Roberto Mezquita ()[19]
- 2017-2018 : Michel Muller ()[20]
- 2019-2021 : Matti Kaipio et Tuomas Korhonen ()[21]
- 2022-2024 : Cyril Doffey ()[22]
- Depuis 2024 : Roman Pass Auriol ()

L’équipe de France féminine joue, de son côté, son premier match le 2 novembre 2013 contre la Grande-Bretagne et l’emporte 3 buts à 2 grâce notamment à 2 buts de Faustine Dupré.
En décembre 2023, l’équipe de France féminine participe à son premier championnat du monde à Singapour après sa 2e place lors du tour de qualification de février 2023.
Les différents sélectionneurs de l'équipe féminine sont :
- 2013-2015 : Sylvie Girard ()[25]
- 2016-2019 : Marc-Antoine Fenart ()[25]
- Depuis 2020 : Josselin Debraux ()[26]

### Catégories d'âge

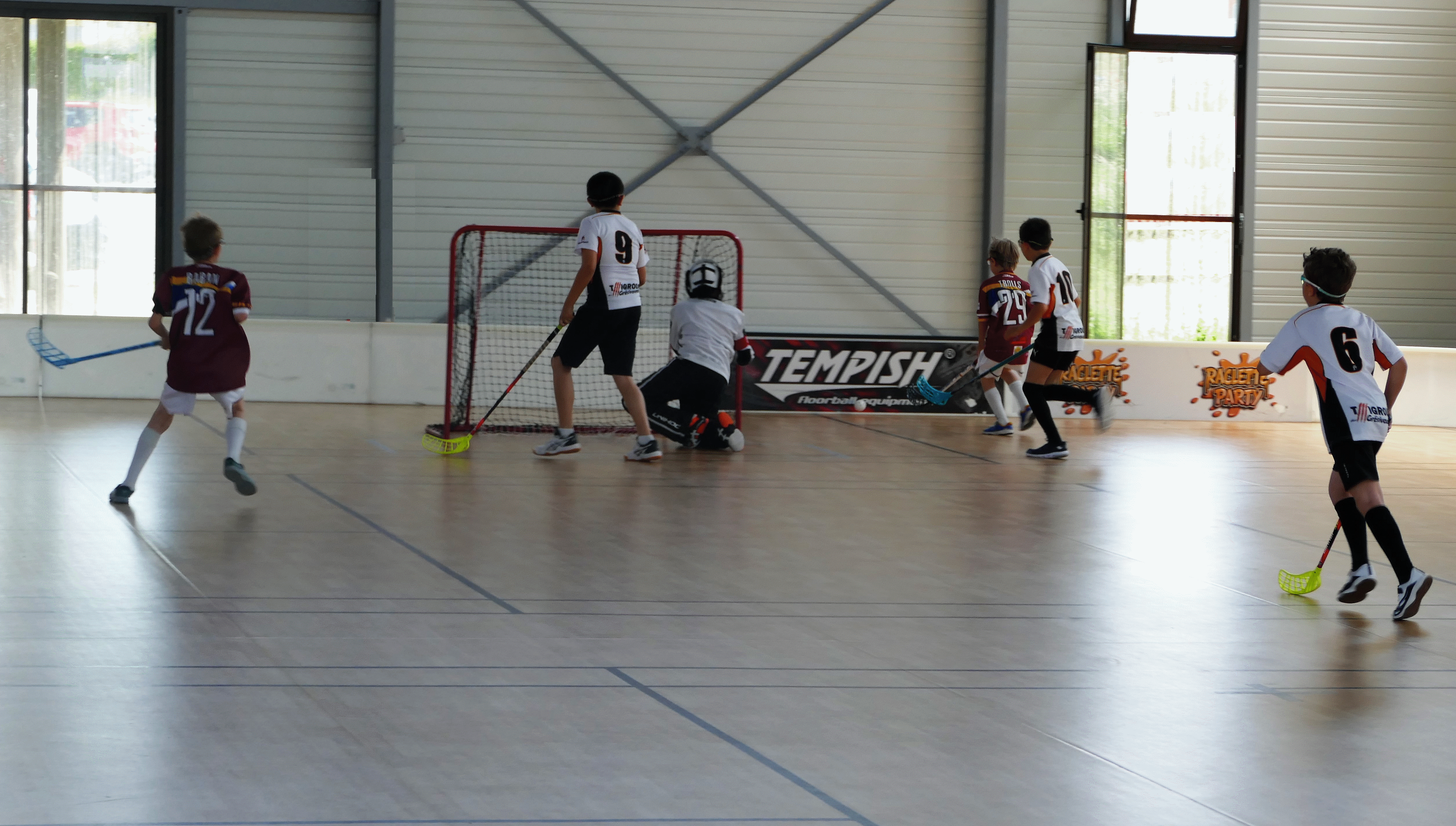
Match de jeunes U11

Pour la saison 2024-2025, les catégories d'âge seront les suivantes :
| Catégorie | Naissance          |
| --------- | ------------------ |
| Seniors   | En 2007 et avant   |
| U17       | Entre 2008 et 2009 |
| U15       | Entre 2010 et 2011 |
| U13       | Entre 2012 et 2013 |
| U11       | Entre 2014 et 2015 |
| U9        | 2016 et après      |

## Règles

### Temps de jeu
En situation de match standard, un match dure 3 tiers-temps de 20 minutes chacun. Le temps de jeu est le plus souvent "effectif", c'est-à-dire que le chronomètre est mis en pause à chaque arrêt de jeu, quand la balle sort du terrain ou qu'un coup de sifflet retentit. Début 2022, une expérimentation a été menée au niveau international pour passer à un format de 3x15 minutes, mais cette expérience n'a pas été poursuivie.
Dans d'autres catégories de jeu, la durée des tiers-temps est plus souple (3x12 en France pour les U13, 2x10 pour les plus jeunes...) avec temps de jeu continu le plus souvent (pas d'arrêt du chronomètre en cours de match) et un temps de pause plus réduit (5 minutes généralement).

### Terrain

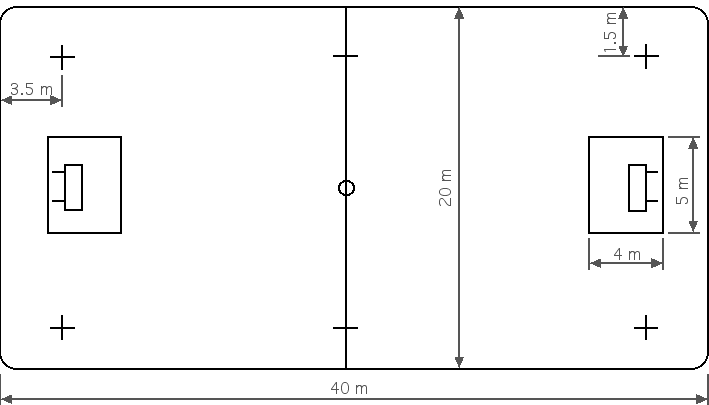
Schéma d'un terrain de floorball (grand terrain)

Le terrain fait 40 m de long pour 20 m de large et est entouré d'une bande en polymère (appelée rink) de 50 cm de haut, qui lui donne sa forme. On y évolue à 6 joueurs, dont un gardien. Les buts sont distants de 37 mètres.
Il existe une variante petit terrain permettant de jouer dans une salle moins grande.
Le petit terrain fait 24 m de long sur 14 m de large et est entouré d'une bande de 30 à 50 cm de haut. On y évolue à 4 joueurs, dont un gardien. Les buts sont distants de 18 m (la moitié d'un grand terrain ou la taille d'un terrain de volley) mais conservent la même taille que sur le grand terrain. Ce mode de jeu est utilisé régulièrement dans les catégories d'âge les plus jeunes (U10, U7).
Sur le plan international, le floorball se joue uniquement sur grand terrain. Dans les pays où le floorball est bien implanté, les championnats petit et grand terrain se disputent souvent de façon indépendante.
Le gardien, protégé par un casque et une tunique rembourrée, n'a pas de crosse et défend sa cage à genoux. Les joueurs ont une crosse en matériaux composites avec laquelle ils guident une balle en plastique creuse de 25 grammes et d'un diamètre de 70 mm. Elle comporte 26 trous répartis de manière parfaitement égale.
- Si la balle passe par-dessus la bande (le rink), on joue une balle sortie à 1,5 m au maximum de la bande (1 m pour le petit terrain) ;
- En cas de faute, l'arbitre siffle et on joue un coup franc. Tous les coups francs sont directs. Le joueur doit jouer la balle rapidement après l'avoir immobilisée au sol, en la frappant (il n'est pas permis de la soulever ni de l'accompagner) ;
- Toutes les sorties ou fautes derrière le prolongement de la ligne de but se font au point de bully le plus proche (équivalent du corner en football) ;
- Lors d'une remise en jeu, les joueurs adverses doivent se trouver, crosses comprises, à 3 m (2 m sur petit terrain) de la balle au moment où le joueur touche la balle (pénalité de banc mineure en cas de non-respect) ;
- Le jeu débute ou repart après un but par un bully au point central. Deux joueurs (un de chaque équipe) se trouvent face à face, pieds parallèles, crosses parallèles au sol, et attendent le coup de sifflet avant de jouer. Les autres joueurs se trouvent à 3 m (2 m sur petit terrain).

### Zones de but et de protection

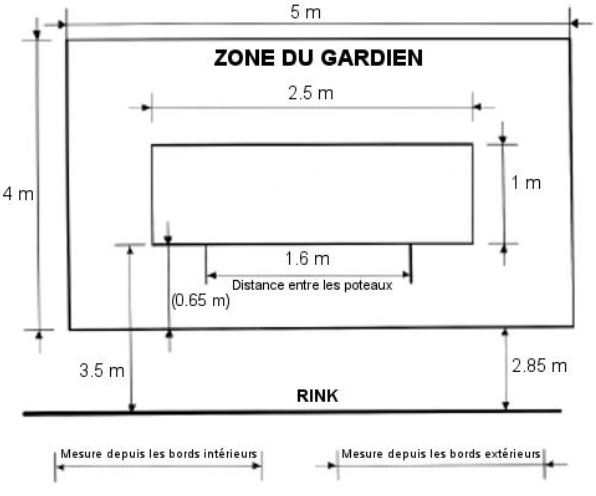
Schéma de la zone de but et de la zone de protection (mesures sur grand terrain)

Comme on peut le voir sur le schéma ci-contre, deux surfaces sont délimitées à proximité des buts : la grande est la zone de but, la petite est la zone de protection (cette dernière est exclusivement réservée au gardien).
- En cas de faute commise dans la zone de but (s'il n'y a pas penalty), le coup franc sera reculé à une distance de 3,5 m (2,5 m sur petit terrain) de la zone de protection du gardien ;
- Toute faute qui annihile une situation évidente de but (peu importe qu'elle ait été commise dans la zone de but ou en dehors) est sanctionnée par un penalty ;
- Ni les défenseurs ni les attaquants n'ont le droit de mettre le pied dans la zone de protection du gardien. Lors de la formation d'un mur, si un défenseur a un pied dans cette zone et que le coup franc est tiré en direction du but, un penalty est sifflé (situation évidente de but) ;
- Lorsque le gardien se saisit de la balle, les joueurs adverses doivent se tenir à une distance minimale de 3 m (2 m sur petit terrain) de l'endroit où il a pris la balle. S'ils se tiennent plus près sans s'éloigner, ils peuvent être sanctionnés par un coup franc et si, en plus, ils essaient de gêner le gardien ou d'intercepter la balle, ils doivent être sanctionnés par une pénalité de banc mineure.

### Situations standard
On appelle situations standard les différentes formes de reprise du jeu. Ce sont les suivantes :

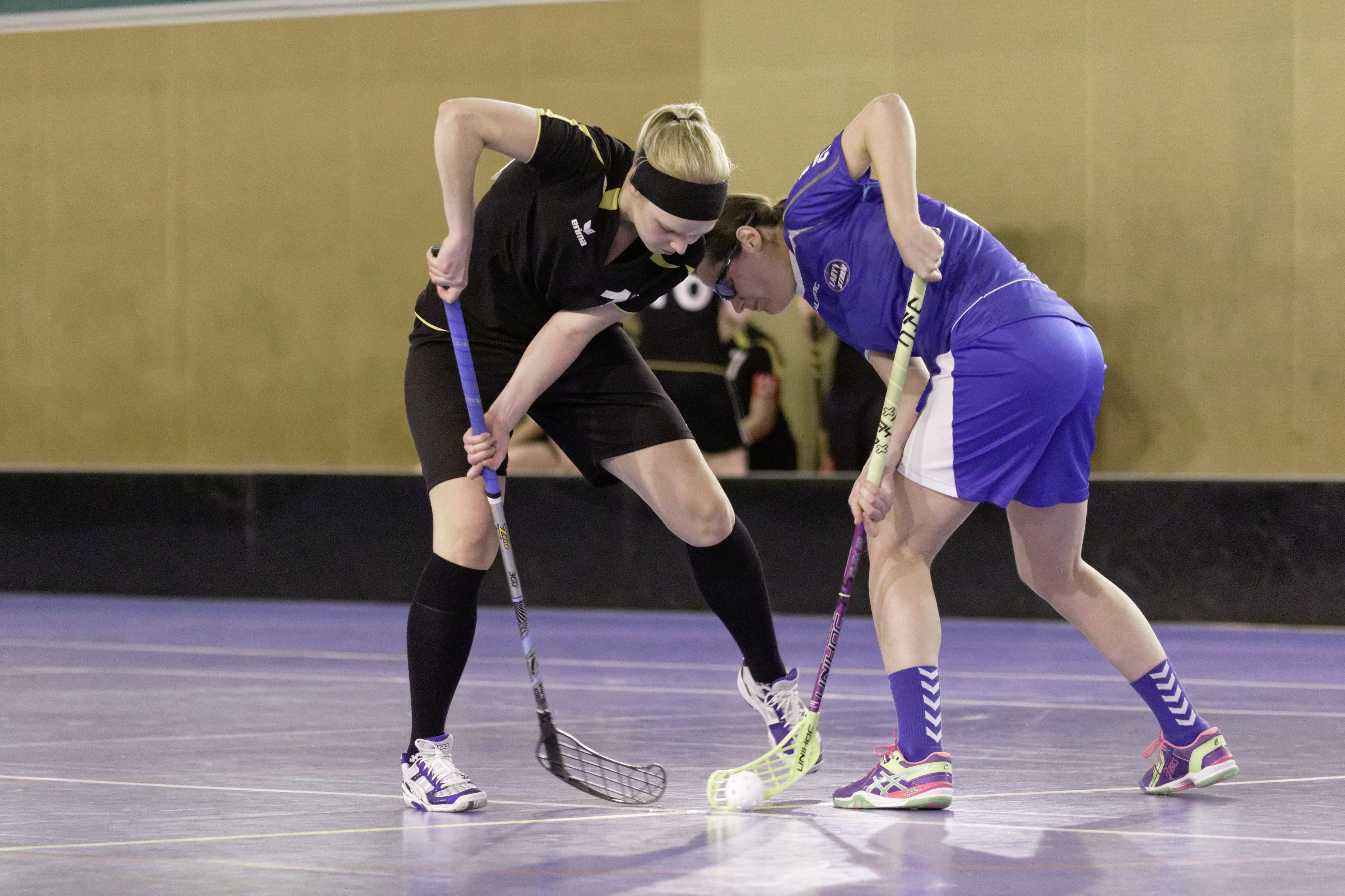
Bully lors de Panam United - Lady Storm, saison 2014-2015.

- Bully : au point central au début de chaque période et après chaque but marqué ; sur l'un des 6 points de bully dans tous les autres cas (après une interruption du match en raison d'un joueur blessé, d'une balle cassée, d'un but déplacé, etc.). Exécution : pieds parallèles, crosses parallèles et ne touchant pas la balle, les 2 mains sur la crosse.
- Balle sortie : lorsque la balle sort du terrain ou touche des objets (ou le plafond) au-dessus de celui-ci. Exécution : similaire à un coup franc, mais toujours à 1,5 m (1 m sur petit terrain) de la bande.
- Coup franc : accordé à une équipe après une faute de l'équipe adverse. Exécution : balle frappée (et non accompagnée ni conduite) ; se joue à l'endroit de l'infraction, sur le point de bully le plus proche en cas d'infraction derrière le prolongement de la ligne de but (ou lorsque l'équipe fautive entre en possession de la balle lors d'une pénalité différée) ou à 3,5 m (2,5 m sur petit terrain) de la zone de protection si l'infraction a été commise à proximité de (ou dans) celle-ci (cf. rubrique précédente). Les adversaires doivent se tenir à 3 m minimum (2 m sur petit terrain), canne comprise, de la balle, sinon une pénalité de 2 minutes sera prononcée.

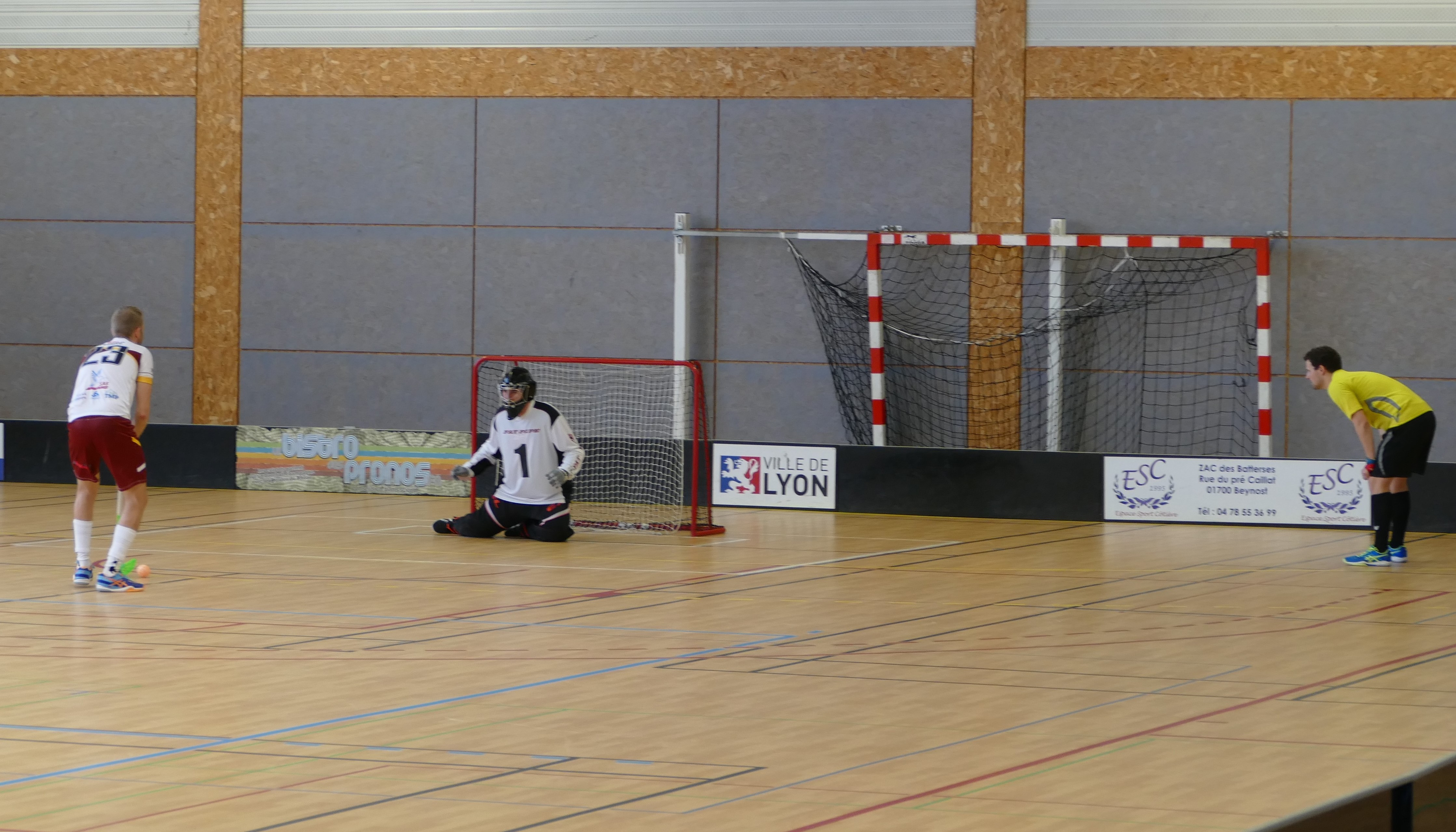
Joueur tirant un penalty

- Penalty : en cas de faute annihilant une situation claire de but. Exécution : le joueur s'engage depuis le milieu du terrain pour un face à face avec le gardien ; le joueur et la balle ne peuvent pas s'arrêter ni reculer les deux en même temps ; seuls le gardien, le tireur et les arbitres sont sur le terrain durant l'exécution du penalty.

Une situation standard ne doit pas être retardée sans motif valable. Si l'équipe exécutante perd du temps inutilement, un coup franc sera accordé à l'autre équipe (y compris pour l'exécution incorrecte d'un bully). Si l'équipe fautive perd du temps volontairement ou gêne intentionnellement l'exécution d'un coup franc en faveur de l'équipe adverse, elle se verra infliger une pénalité de banc mineure.

### Pénalités
Voici les différentes sortes de pénalités existant au floorball :
- Pénalité de banc mineure : le joueur pénalisé doit s'asseoir sur le banc de pénalité pour 2 minutes. Pendant ce temps, son équipe joue avec un joueur en moins. Une pénalité de banc mineure est annulée en cas de but marqué par l'équipe adverse, mais uniquement si celle-ci est en supériorité numérique (si les deux équipes jouent avec un joueur en moins, aucune pénalité n'est annulée). Si le gardien ou un entraîneur se voit infliger une pénalité de banc mineure, c'est un autre joueur de l'équipe qui doit la purger.
- Pénalité de banc majeure : le joueur pénalisé doit s'asseoir sur le banc des pénalités pour 2 + 2 minutes. Pendant ce temps, son équipe joue avec un joueur en moins. Si l'équipe adverse marque un but en supériorité numérique, les 2 minutes en cours sont annulées et les suivantes commencent à être chronométrées. Si le gardien se voit infliger une pénalité de banc majeure, il doit la purger lui-même et être remplacé ; un joueur supplémentaire l'accompagnera sur le banc des pénalités.
- Pénalité de 10 minutes : c'est une pénalité personnelle prononcée pour comportement antisportif. Elle est toujours accompagnée d'une pénalité de banc mineure. Le joueur pénalisé doit s'asseoir sur le banc des pénalités, accompagné d'un joueur supplémentaire qui purgera la pénalité de banc mineure. La pénalité de 10 minutes ne commence à être décomptée qu'une fois la pénalité de banc mineure accompagnante terminée ; dès ce moment, l'équipe est de nouveau au complet. Si le gardien se voit infliger une pénalité de 10 minutes, il doit la purger lui-même et être remplacé ; un joueur supplémentaire l'accompagnera sur le banc des pénalités. Si un entraîneur se voit infliger une pénalité de 10 minutes, il devra prendre place dans les tribunes et y rester jusqu'à la fin du match.
- Pénalité de match (carton rouge) : c'est une expulsion prononcée pour de graves antisportivités ou manquements. Elle est toujours accompagnée d'une pénalité de banc majeure. Le joueur ou l'entraîneur expulsé doit quitter le terrain de jeu et se tenir à un endroit où il ne peut exercer aucune influence sur le jeu (en général, au vestiaire ; en tout cas, pas sur les gradins). Un joueur de l'équipe purgera la pénalité de banc majeure, durant laquelle l'équipe jouera avec un joueur en moins. Il existe deux types de pénalités de match :
  - pénalité de match technique (prononcée pour des infractions d'ordre technique ou administratif) : le joueur est exclu du match, sans sanction supplémentaire ;
  - pénalité de match : le joueur est exclu du match, est suspendu pour le prochain match et peut se voir en outre infliger une sanction supplémentaire décidée par la commission disciplinaire.

Toutes les pénalités peuvent être différées. Les arbitres diffèrent une pénalité (en levant le bras à la verticale) si l'équipe non fautive peut profiter de l'avantage malgré la faute commise. Dès que l'équipe fautive entre en possession de la balle ou que le jeu doit être interrompu pour une autre raison, les arbitres siffleront et prononceront la pénalité. Le jeu reprendra par un coup franc au point de bully le plus proche dans le premier cas mentionné ou par la situation découlant de l'interruption dans le deuxième cas.
Après une pénalité non différée (prononcée immédiatement), le jeu reprendra toujours par un coup franc (sauf si la pénalité a été prononcée lors d'une interruption de jeu).

### Fautes de joueur
- Le joueur ne peut jouer la balle[28] que jusqu'à la hauteur des genoux et lever la crosse jusqu'à la hauteur des hanches (mouvement de tir plus haut permis si personne ne se trouve à proximité).
- Le joueur ne peut pas frapper avec sa crosse le corps de l'adversaire ou sa crosse (pénalité de banc mineure au minimum si c'est répété / dangereux / par-derrière...).
- Les contacts durs sont interdits (pénalité de banc mineure au minimum), seul le contact épaule-épaule est autorisé. L'utilisation d'une autre partie du corps pour un contact est interdite (infraction pousser).
- Le joueur ne peut pas sauter et arrêter la balle alors qu'il a les deux pieds décollés du sol.
- Le joueur doit jouer la balle avec la crosse, les pieds, les jambes ou le torse.
- Le joueur ne peut pas toucher la balle volontairement avec les bras ou les mains (pénalité de banc mineure).
- Le joueur ne peut pas toucher la balle volontairement avec la tête.
- Le joueur ne peut pas jouer au sol, ni sans crosse (pénalité de banc mineure).
- Le joueur ne peut pas marquer un but volontairement avec une partie du corps (but annulé et bully).
- Le joueur ne peut pas reculer contre un joueur (faute d'attaquant).
- Le joueur ne peut pas mettre sa crosse ou son pied entre les jambes de l'adversaire.
- Le joueur doit avoir une crosse certifiée par l'IFF.

### Gardien

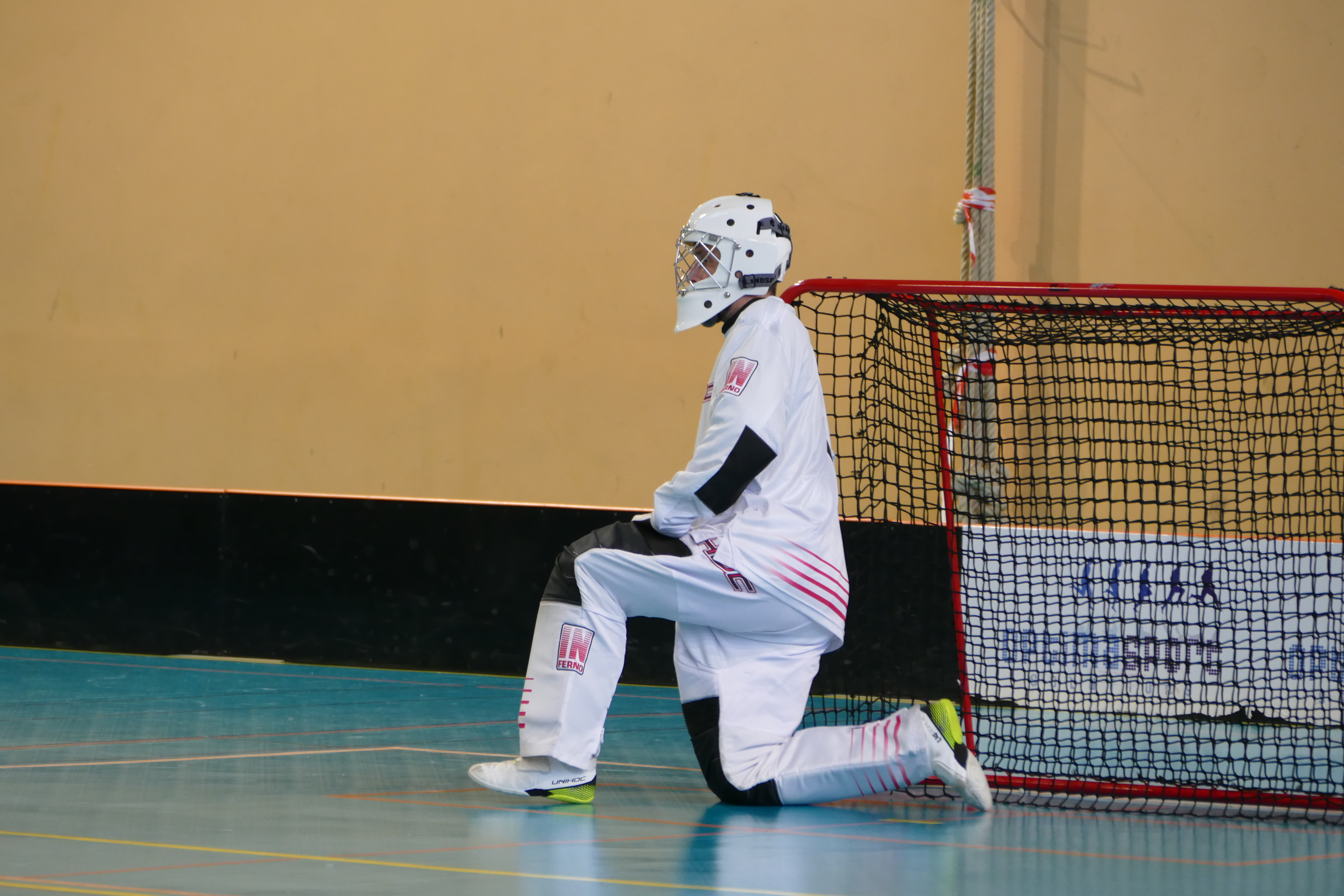
Gardien de floorball

- Le gardien joue[28] sans crosse et doit toujours attraper la balle en ayant une partie du corps dans la zone de but.
- Il peut néanmoins sortir de la zone de but, mais il est alors considéré comme un joueur sans crosse (il ne peut pas toucher la balle des mains, ni au sol, etc.)
- Lorsqu'il bloque la balle, il doit la relancer rapidement (dans les 3 secondes).
- Il ne peut pas dégager ou faire une passe au-delà de la ligne médiane, sauf si la balle a touché le sol, la bande ou un joueur avant de la franchir.
- Il ne peut pas recevoir une passe adressée volontairement par un coéquipier ni saisir la balle sous contrôle de ce dernier (règle de la passe en retrait, analogue au football).
- Il ne peut pas marquer un but lui-même (même si la balle a touché le sol, les bandes ou un joueur avant de franchir la ligne médiane).

### Différences avec le hockey sur glace

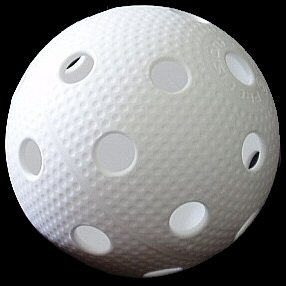
Une balle de floorball

- Le terrain de jeu est situé dans une salle de sport (exceptionnellement en extérieur) et est plus petit.
- Les joueurs n'ont pas de patins, ni de protections (sauf le gardien).
- Le gardien n'a pas de crosse (ni de mitaine, ni de bouclier).
- La balle est de forme sphérique, creuse et très légère.
- Le rink ne mesure que 50 cm de haut (contre ~ 1,2 m au hockey sur glace). Il n'est pas fixé au sol.
- Les règles sont beaucoup plus restrictives et plus sévères concernant le jeu dur, afin de protéger les joueurs.
- Après une faute (avec ou sans pénalité), un coup franc est accordé à l'équipe adverse (sauf cas spéciaux).
- Les matchs sont dirigés par deux arbitres égaux en droits (grand terrain) ou un arbitre (petit terrain).
- Un joueur peut recevoir un carton rouge après avoir commis une faute grave, synonyme de pénalité de match, et être donc exclu du match.

## Joueurs

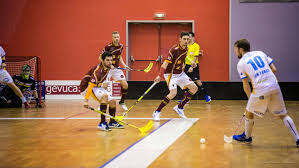
Joueurs de floorball

### Équipements
L'équipement du joueur de champ de floorball est léger, à la différence de celui de son cousin du hockey sur glace.
Règlementairement, il doit porter un maillot aux couleurs de son club, un short et des chaussettes montantes. Le port de protège-tibias n'est pas obligatoire, au contraire des lunettes de protection, obligatoires pour les joueurs de moins de 16 ans depuis 2017.
Certains joueurs portent une paire de gants fins (type mitaines) pour faciliter le grip sur la crosse.

## Compétitions, équipes et joueurs majeurs

### Compétitions nationales et internationales

#### Tournois internationaux
- Championnat du monde de floorball
- Championnat du monde féminin de floorball
- Championnat du monde −19 ans de floorball
- Championnat du monde féminin de floorball des moins de 19 ans
- Championnat d'Europe de floorball
- Championnat d'Europe féminin de floorball
- Championnat du monde de floorball 3 contre 3[29]

#### Championnats nationaux francophones
France
- Championnat de France de floorball, Nationale 1
- Championnat de France de floorball, Nationale 2
- Championnat de France de floorball, Division 3.
- Championnat de France féminin de floorball
- Championnat de France de floorball jeunes

Suisse
- Championnat de Suisse d'unihockey de ligue nationale A
- Nationalliga B (Unihockey) (de)
- Championnat de Suisse d'unihockey actifs/actives grand terrain (1re à 4e ligue)
- Championnat de Suisse d'unihockey juniors grand terrain (M21 à M14)
- Championnat de Suisse d'unihockey actifs/actives petit terrain (1re à 5e ligue)
- Championnat de Suisse d'unihockey juniors petit terrain (juniors A à juniors E)

Belgique
- Championnat de Belgique de Floorball, national 1
- Championnat de Belgique de Floorball, Division 2
- Championnat de Belgique de Floorball, Division 3

### Équipes

#### Nations majeures du floorball
Les 10 premières nations mondiales sont :
- la Finlande
- la Suède
- la Suisse
- la Tchéquie
- le Danemark
- la Norvège
- la Lettonie
- l'Allemagne
- l'Estonie
- la Slovaquie

#### Clubs
France
- Panam United Floorball
- Bandit Bouchemaine Floorball
- Caen Floorball
- Association amiénoise de floorball
- IFK Paris
- Pirates de Lyon Floorball Club
- Isère Grésivaudan Floorball
- Impacts de Tours
- Nordiques Floorball Club de Tourcoing
- Club de floorball orléanais
- Paris université club
- Phoenix Floorball Club
- Rouen Floorball Club
- Stade Marseillais Université Club
- Dragons de Besançon
- Trolls d'Annecy Floorball Club
- Dahuts du lac Floorball Club
- Lions de Brunoy Floorball
- Le Mans Floorball 72
- Les Corsaires de Saint-Lô
- ASPTT Nancy-Laxou Floorball
- Les Grizzlis du Hainaut
- Les Salamandres De Montbazon
- Les Raptors de Vesoul

Suisse
- SV Wiler-Ersigen
- Floorball Köniz (de)
- Unihockey Tigers Langnau
- GC Unihockey (de)
- UHC Alligator Malans (de)
- HC Rychenberg Winterthur (de)
- Zug United (de)
- UHC Uster (de)
- UHC Waldkirch-St. Gallen (de)
- Chur Unihockey (de)
- UHC Thun (de)
- UHC Kloten-Dietlikon Jets (de)
- UHC Grünenmatt (de)
- UHC Bevaix

### Joueurs majeurs

#### Joueurs internationaux

##### Hommes
- Martin Olofsson (sv)
- Anders Hellgård (sv)
- Kim Nilsson (floorball) (en)
- Ketil Kronberg (sv)
- Mika Kohonen (en)
- Matthias Hofbauer (en)

##### Femmes
- Emelie Lindström (sv)
- Anna Wijk (sv)

#### Joueurs français
- Simon Riihela
- Manaure Russo Mendoza

## Aspects socio-économiques

### Couverture médiatique
La couverture médiatique du floorball reste limitée en Europe de l'Ouest. En Suède et dans les pays du nord, elle est beaucoup plus importante du fait du poids de ce sport dans la vie sportive locale.
Au niveau international, la communication de la fédération passe beaucoup par internet. L'IFF possède sa propre chaîne sur le net, qui diffuse les principales compétitions (championnats du monde féminin et masculin, phases de qualification, etc.).

### Aspects économiques
L'impact économique du floorball reste limité, à l'exception de la Suède et, dans une moindre mesure, de la Tchéquie. Quelques marques de sport se sont cependant spécialisées dans la fabrication et la commercialisation d'équipements spécifiques au floorball comme les crosses, les balles et les rinks. On peut citer entre autres les marques Unihoc, Oxdog ou encore Salming.

### Aspects culturels
De nombreuses personnalités ont pratiqué le floorball et/ou ont déclaré leur passion pour ce sport. On peut notamment citer les footballeurs suédois Zlatan Ibrahimović et Henrik Larsson[réf. nécessaire].